# Нектарка бронзовоспинна

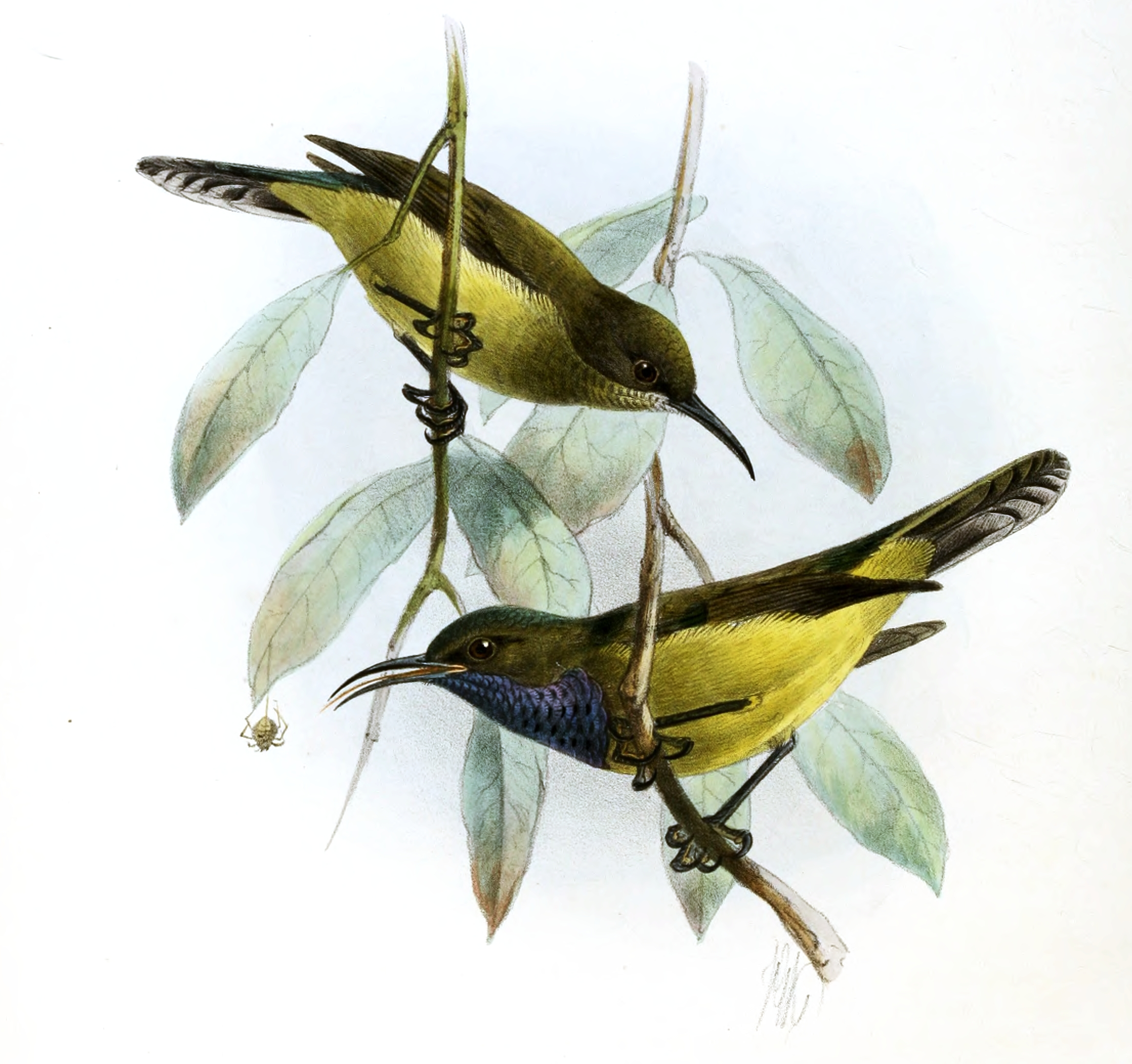
Бронзовоспинні нектарки

Некта́рка бронзовоспинна (Anabathmis hartlaubii) — вид горобцеподібних птахів родини нектаркових (Nectariniidae). Ендемік Сан-Томе і Принсіпі. Вид названий на честь німецького зоолога Карла Хартлауба.

## Поширення і екологія
Бронзовоспинні нектарки є ендеміками острова Принсіпі. Вони живуть у вологих тропічних лісах, чагарникових заростях, садах і плантаціях.